# Saint-Pancrace (Saboia)
Saint-Pancrace é uma comuna francesa na região administrativa de Auvérnia-Ródano-Alpes, no departamento de Saboia. Estende-se por uma área de 5,59 km². Em 2010 a comuna tinha 304 habitantes (densidade: 54,4 hab./km²).
Sembrancher será uma deformação Franco-provençal de Saint-Pancrace (fr:Sembrancher)